# ريمي (باد كاليه)
ريمي، باد كاليه (بالفرنسية: Rémy)‏ هي بلدية تقع في إقليم باد كاليه من منطقة نور با دو كاليه في شمال فرنسا. تبلغ مساحة هذه المدينة 3.59 (كم²)، وترتفع عن سطح البحر 45 م، يبلغ عدد سكانها 253 نسمة حسب إحصاء المعهد الوطني للإحصاء والدراسات الاقتصادية سنة 2009 م. وترأس Annick Danel البلدية خلال فترة (2008-2014).